# Задернюк Микола Миколайович
Мико́ла Микола́йович Задерню́к (нар. 21 жовтня 1989, смт Солоне, Дніпропетровська область, Українська РСР — пом. 15 березня 2015, м. Дніпро, Україна) — солдат Збройних сил України, учасник російсько-української війни.

## Життєвий шлях
Народився 1989 року в райцентрі Солоне на Дніпропетровщині. 2005 закінчив 9 класів Солонянської загальноосвітньої школи № 2. З відзнакою закінчив Солонянський професійний аграрний ліцей за спеціальністю «Робітник фермерського господарства». Займався спортом, під час навчання в ліцеї брав участь у спортивних змаганнях.
У зв'язку з російською збройною агресією проти України призваний за частковою мобілізацією навесні 2014 року як доброволець.
Солдат, номер обслуги 93-ї окремої механізованої бригади, в/ч А1302, смт Черкаське, Дніпропетровська область. З 2014 брав участь в антитерористичній операції.
Під час бойових дій дістав відкриту черепно-мозкову травму, був доправлений до лікарні міста Дніпро. Після тривалої боротьби за життя помер 15 березня 2015 року.
Похований на кладовищі у Солоному. Без Миколи лишились мати Ніна Данилівна і дружина Олена.

## Нагороди
- Указом Президента України № 722/2015 від 25 грудня 2015 року, «за особисту мужність і самовідданість, виявлені у захисті державного суверенітету та територіальної цілісності України, високий професіоналізм, вірність військовій присязі», нагороджений орденом «За мужність» III ступеня (посмертно)[2].
- У листопаді 2014, за сумлінне виконання військового обов'язку, мужність та героїзм, виявлені під час виконання бойових завдань в зоні проведення антитерористичної операції, особистий внесок у забезпеченні суверенітету та територіальної цілісності рідної держави, відзначений подякою голови Солонянської районної держадміністрації[3].

## Вшанування пам'яті
- 13 жовтня 2016 в Солонянській СЗШ № 2 встановлено меморіальну дошку учаснику бойових дій, випускнику школи Миколі Задернюку[4].
- В Солоному на честь Миколи Задернюка названо вулицю.
- Починаючи 2016 роком у Солонянському районі щорічно проводиться пам'ятний турнір з волейболу на честь Миколи Задернюка[1].